# Корпорация развития Вологодской области
АО «Корпорация развития Вологодской области» — региональный институт развития, созданный в феврале 2012 года по инициативе Губернатора Вологодской области Олега Кувшинникова и при поддержке Законодательного Собрания области. Почти всем пакетом акций владеет Правительство области. До 31 мая 2013 г. гендиректором компании был череповчанин, член «Единой России» Алексей Кожевников. В данный момент пост руководителя Корпорации развития занимает Наталья Маркелова.
Новая для региона структура была призвана стать одним из инструментов социально-экономического развития региона, способствовать реализации инвестиционных проектов, привлечению инвестиций в Вологодскую область. На старте работы Губернатор Вологодской области определил в качестве приоритетных следующие сферы проектного сопровождения:
1. Сельское хозяйство и лесной комплекс;
2. Производство стройматериалов, логистика, связь;
3. Энергетика и коммунальная инфраструктура;
4. Промышленность и переработка;
5. Социальная сфера, спорт, туризм, торговля.

## Деятельность
К своей деятельности Корпорация развития приступила 1 июня 2012 года. Одним из самых обсуждаемых в СМИ и социальных сетях стал проект запуска производства палочек для мороженого в Тотемском районе и выращивание чеснока в промышленных объемах в Кадуйском районе.
У Корпорации есть и более масштабные проекты. В течение 2013 года вологодский институт развития продолжил работу по пяти направлениям, по которым сформировался пул из более чем 60-ти инвестиционных проектов на общую сумму в 33,5 млрд руб. В случае успешной реализации количество новых рабочих мест превысит цифру в 4200 человек, а бюджетная эффективность (показатель налоговых отчислений) составит свыше 117 млн руб.
Первыми результатами работы стали следующие проекты:
1. Расширение производства детского питания с объемом инвестиций в 1 млрд рублей (инвестор — ООО «Нестле Россия»). Проект предполагает создание на площадке уже действующего завода нового производства по выпуску детских каш Nestle. В рамках нового инвестиционного законодательства этот проект первым получил статус приоритетного;
2. Проект компании «Газпромнефть — Северо-Запад» с объемом инвестиций в 2,4 млрд рублей, в рамках которого в декабре 2013 г. состоялось открытие первой на территории региона АЗС;
3. Строительство автоматизированного энергоцентра в Великом Устюге, целью которого стало обеспечение населения бесперебойным энергоснабжением, с объемом инвестиций в 140 млн руб.;
4. Инновационный проект производства арматуры из полимерных композиционных материалов на основе волокнистых армирующих материалов и эпоксидных смол (объем инвестиций 30 млн.руб.);
5. Проект индивидуального предпринимателя из Тотьмы по производству палочек для мороженого с объемом инвестиций 12 млн руб.[6];
6. Уникальное промышленное производство медицинской ваты и адсорбирующего наполнителя изо льна[7] в Шексне на территории ООО «Агропромышленная корпорация Вологодчина» с объемом инвестиций более 1 млрд рублей;
7. Строительство причала в селе Горицы Кирилловского района с объемом инвестиций порядка 30 млн руб.
8. Проект в сфере здравоохранения по оказанию услуг отдаленным территориям области на базе мобильной медицинской платформы[8]. Инициатором проекта стал медицинский центр «Медведь» из Великого Устюга;
9. Развитие системы дошкольного образования, результатом которого стал первый в г. Вологде случай получения лицензии частным детским садом;

Сейчас в активной стадии реализации находятся проекты запуска первой в странах СНГ линии производства сыра Фета в Грязовце, строительства фанерного комбината в Соколе, запуска нескольких котельных, разработки торфяных месторождений, организации комплексной переработки древесных ресурсов, открытия сети ресторанов быстрого обслуживания и сети придорожного сервиса, модернизации центра заместительной почечной терапии, развития инфраструктуры связи.
Корпорация заключает соглашение о сотрудничестве с вузами региона, в частности, с Череповецким государственным университетом, кроме того, региональный институт развития сотрудничает с Вологодским филиалом Академии МУБиНТ.
Наиболее значимые и актуальные инвестиционные проекты размещены на площадке Инвестиционного портала Вологодской области.

## Команда
Кадровый состав Корпорации развития сложился по результатам открытого областного конкурса. В штат компании были зачислены специалисты в области маркетинга и бизнес-планирования, в сферах промышленного производства, сельского хозяйства и лесного комплекса, строительства, транспорта и связи, энергетики и коммунальной инфраструктуры, в социальной сфере, сфере туризма и «HoReCa».

## Органы управления
Органами управления Корпорации развития Вологодской области являются общее собрание акционеров и генеральный директор. При этом высшим органом управления выступает общее собрание акционеров.

### Экспертный Совет
2 июля 2012 года состоялось утверждение положения о создании коллегиального общественного совещательного органа — Экспертного Совета. Посредством формирования перечня приоритетных инвестиционных проектов Вологодской области данный орган призван содействовать Корпорации развития в реализации инвестиционной политики региона. В состав Экспертного Совета входят представители Правительства области, Законодательного Собрания Вологодской области, банка «Северный кредит», а также представители Общественной палаты Вологодской области и Ассоциации «Совета муниципальных образований Вологодской области» — всего порядка 10-ти человек.

## Направления работы
1. Развитие территорий Вологодской области:
- поиск и поддержка инвестиционных проектов;
- формирование положительного инвестиционного климата;
- привлечение инвесторов для реализации проектов, в том числе в муниципальных районах.

2. Инвестиционный маркетинг:
- мероприятия по повышению инвестиционного рейтинга региона;
- развитие стратегических инициатив;
- организация процесса изучения инвестиционного рынка за пределами региона, в том числе поиск инвесторов за рубежом.

3. Сопровождение инвестиционных проектов (от бизнес-идеи до организации нового субъекта налогообложения):
- мониторинг реализации проекта;
- прямое участие Корпорации в проекте;
- развитие государственно-частного партнерства.

## Инвестиционная стратегия
С целью увеличения темпов роста экономики Вологодской области и диверсификации её структуры летом 2012 года началась разработка Инвестиционной стратегии развития Вологодской области до 2020 года. Документ содержит: 1) Анализ условий развития Вологодской области; 2) Систему целей, задач и принципов стратегического развития; 3) Приоритетные направления инвестиционного развития региона.

## Критика
Первый заместитель губернатора Андрей Травников в начале 2013 года, выслушав отчёт Корпорации развития, оценил её работу на «где-то 3,8» и порекомендовал Корпорации более чётко отслеживать сроки и графики реализации проектов, формализовать каждый этап реализации графика. По мнению корреспондента портала «В Кризис.ру» Кирилла Маркова, корпорация за год не сделала ничего особо существенного и, возможно, станет «обычным креативным бюро на службе у более или менее крупного бизнеса. И именно этот бизнес будет решать, что и где развивать. Впрочем, персона Алексея Кожевникова всё-таки вселяет некоторые надежды».